# Shahr Jadid-e Alavi
Alavi (en persan : علوی) est une ville nouvelle iranienne, construite à 40 km de Bandar Abbas et à 15 km d'installations portuaires et d'industries lourdes. Elle a été créée afin de permettre l'installation d'ouvriers des industries de l'acier, de l'aluminium et des industries navales, ainsi que des employés du port de Shahid Rajaie, situé non loin de là.
La ville sera capable d'accueillir 100 000 personnes sur une superficie de 3 000 ha ; elle est encore en construction.